# إدوارد بيل
إدوارد بيل (بالإنجليزية: Edward Bell)‏ هو لاعب كرة قدم بريطاني (وحمل سابقاً جنسية المملكة المتحدة لبريطانيا العظمى وأيرلندا) في مركز الهجوم، ولد في 1886 في جبل طارق في المملكة المتحدة، وتوفي في 24 مارس 1918 في سوم في فرنسا. لعب مع كريستال بالاس ونادي ساوثهامبتون.